# Pavillon Adrien-Pouliot
Pour les articles homonymes, voir PLT.
Le pavillon Adrien-Pouliot (PLT) est l'un des bâtiments de l'Université Laval, à Québec.

## Description
Il comprend plusieurs départements de sciences appliquées (génies chimique, civil, métallurgie et matériaux, électrique et informatique, géologique, mécanique) ainsi que les départements d'informatique et génie logiciel et de géologie de la Faculté des sciences et de génie. Il héberge aussi des centres et des chaires de recherche, tels le Centre de recherche sur les infrastructures en béton (CRIB), le Regroupement Aluminium (REGAL) et la Chaire industrielle de recherche en exploitation des infrastructures soumises au gel (CREIG). Construit en 1958 et conçu par Lucien Mainguy, il fut nommé en l'honneur du mathématicien Adrien Pouliot, doyen de la faculté entre 1940 et 1956.

## Art public
Plusieurs œuvres d'art public ornent ce pavillon, à l'extérieur comme à l'intérieur.

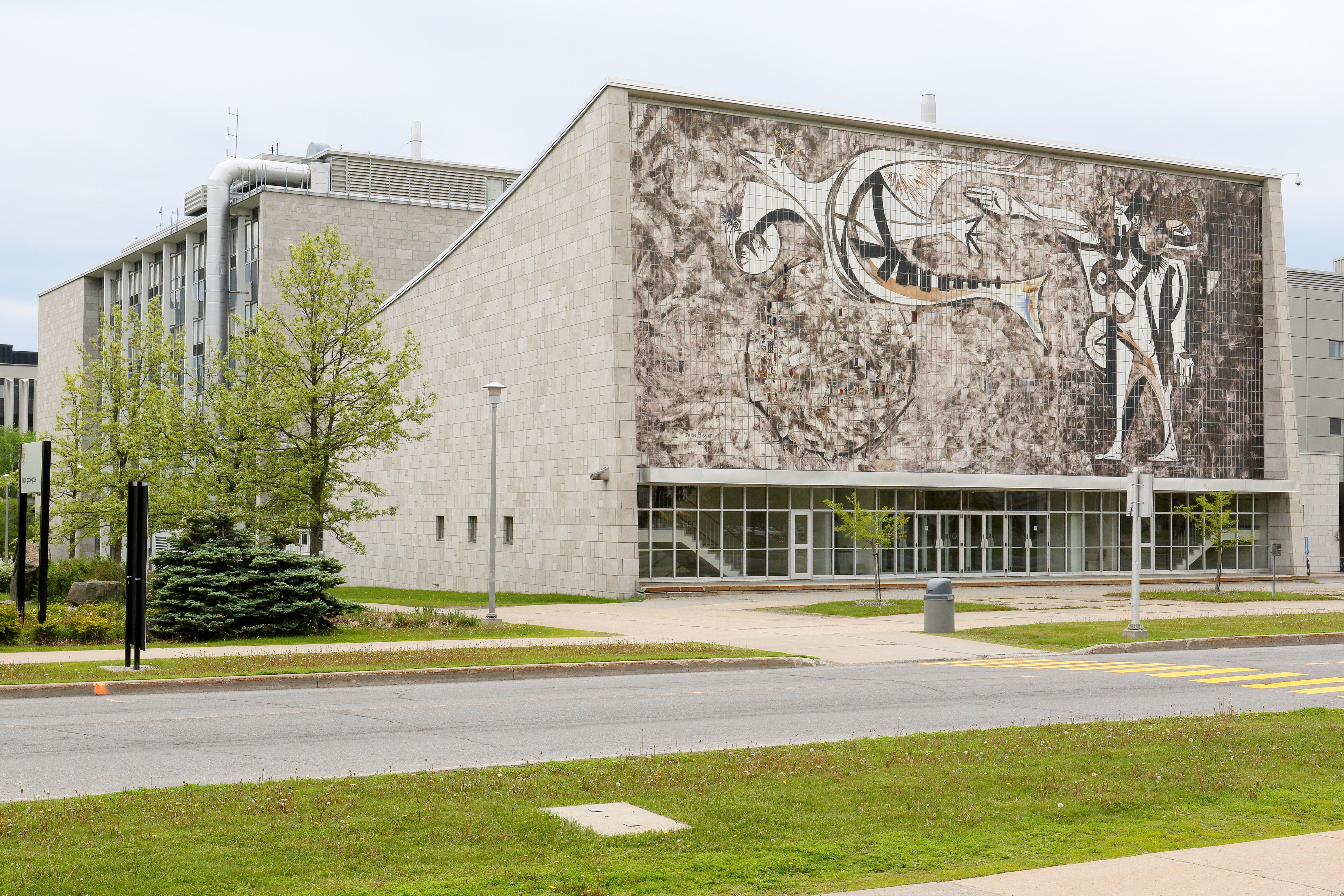
L'Homme devant la science de Jordi Bonet
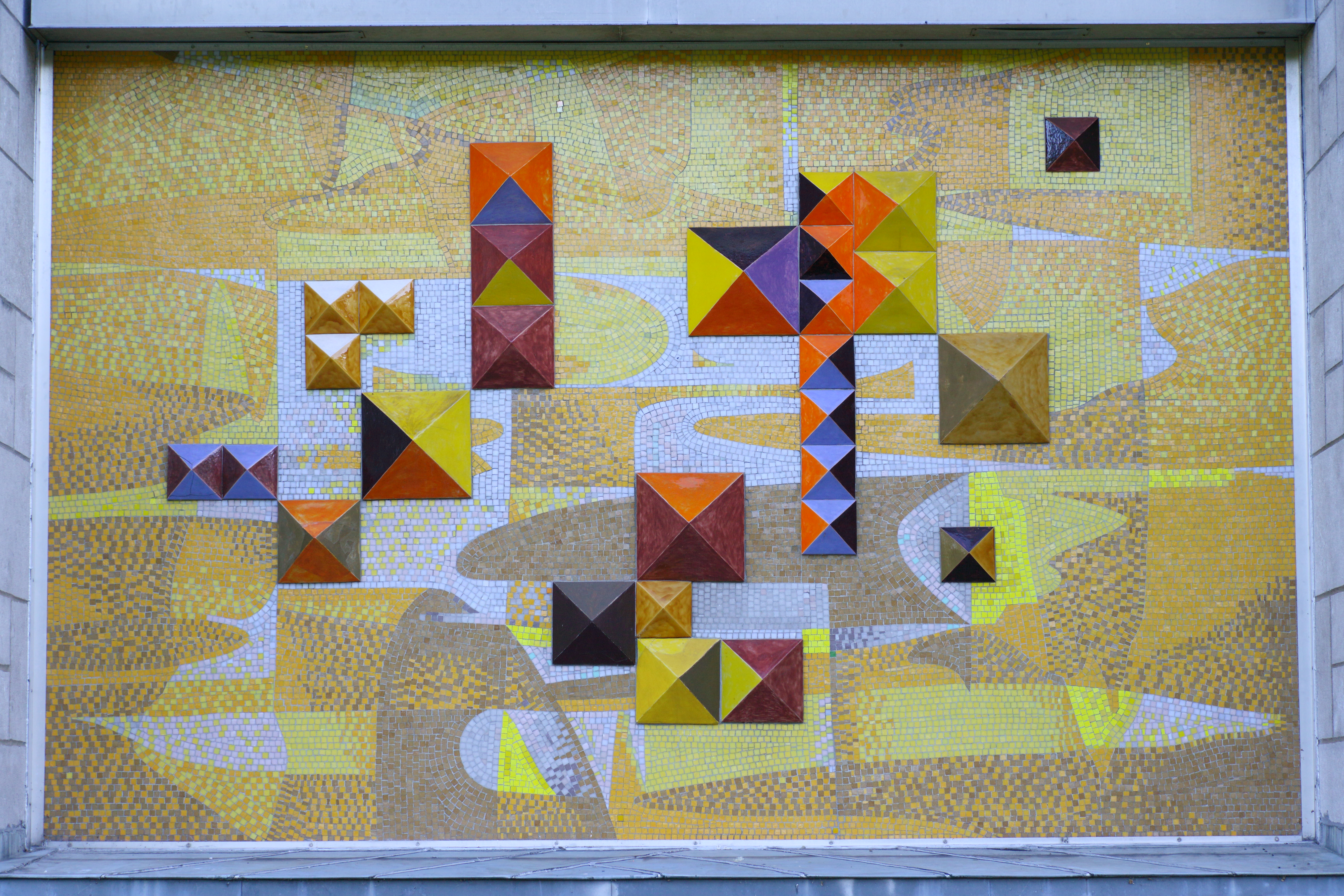
Mosaïque murale du pavillon des sciences appliquées d'Omer Parent
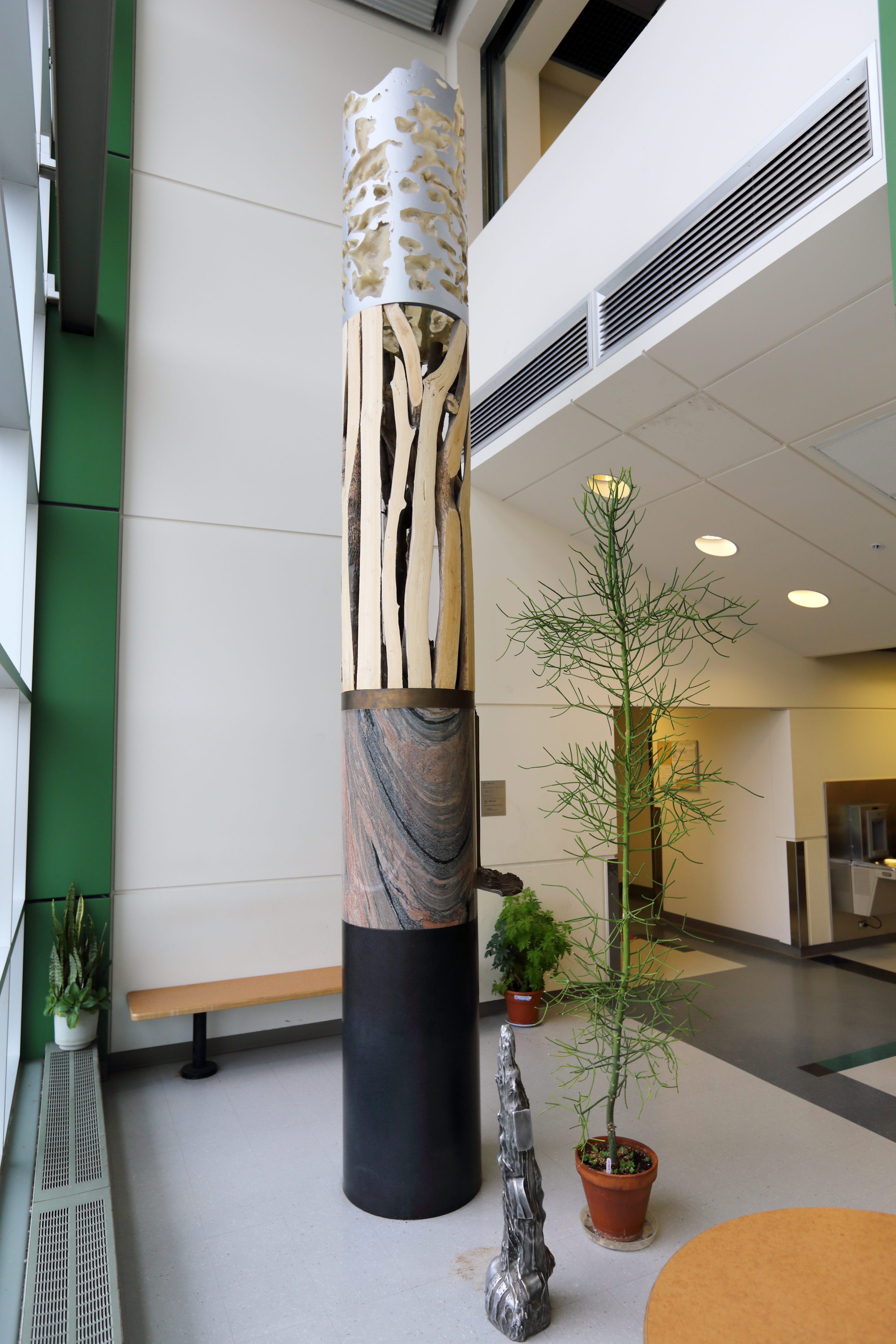
Colonne-carotte de Gilles Mihalcean
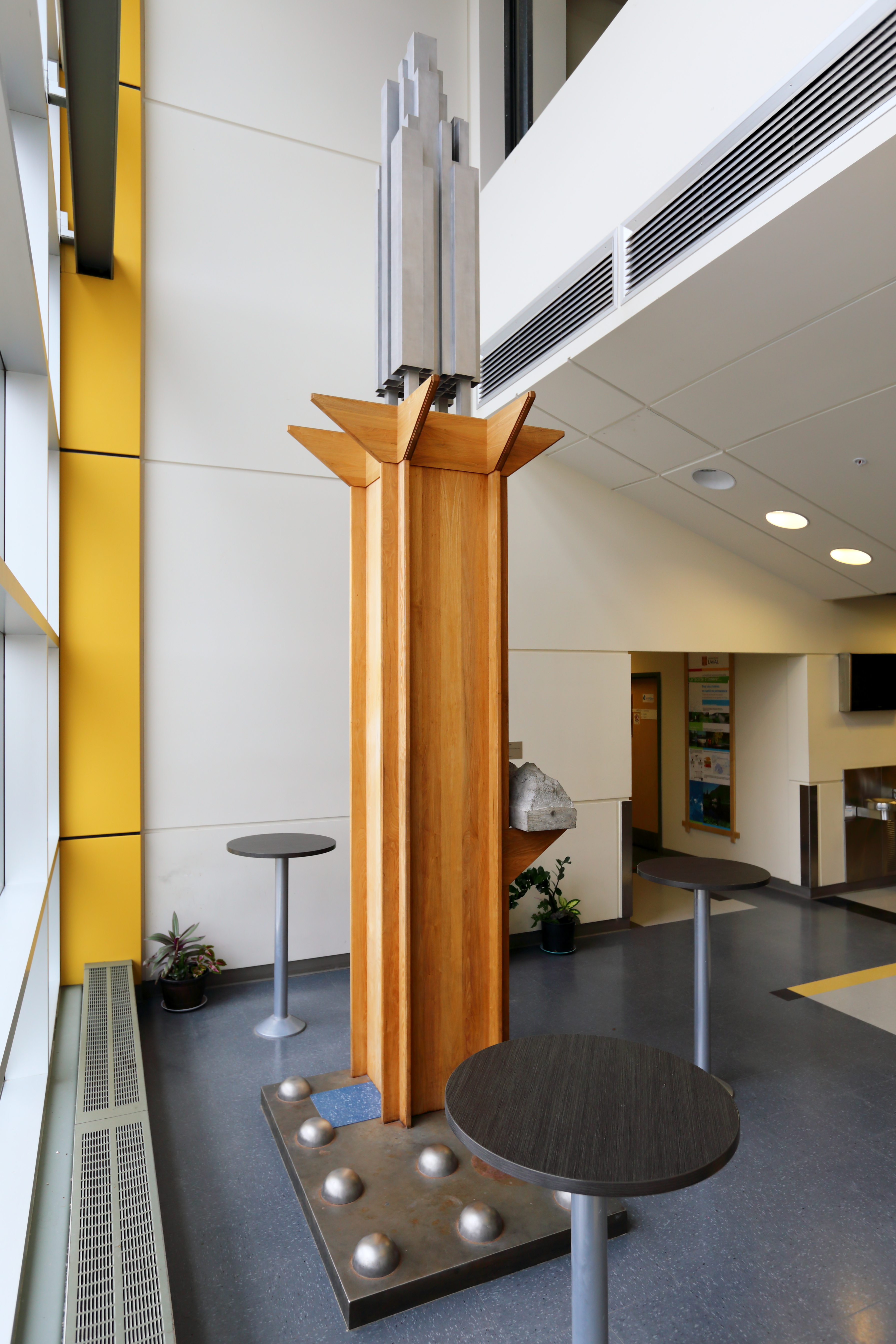
Colonne-cité de Gilles Mihalcean
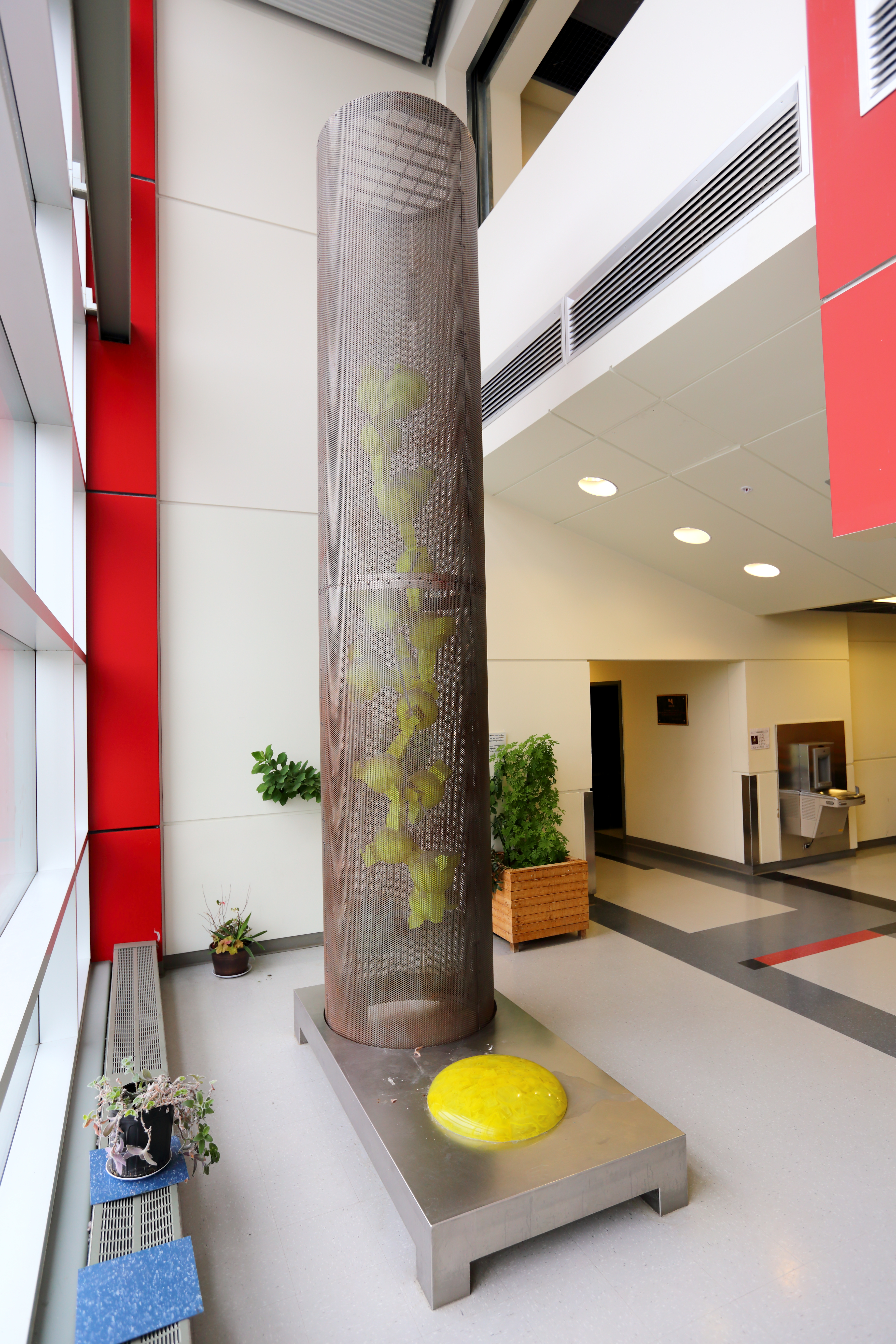
Colonne-fluide de Gilles Mihalcean
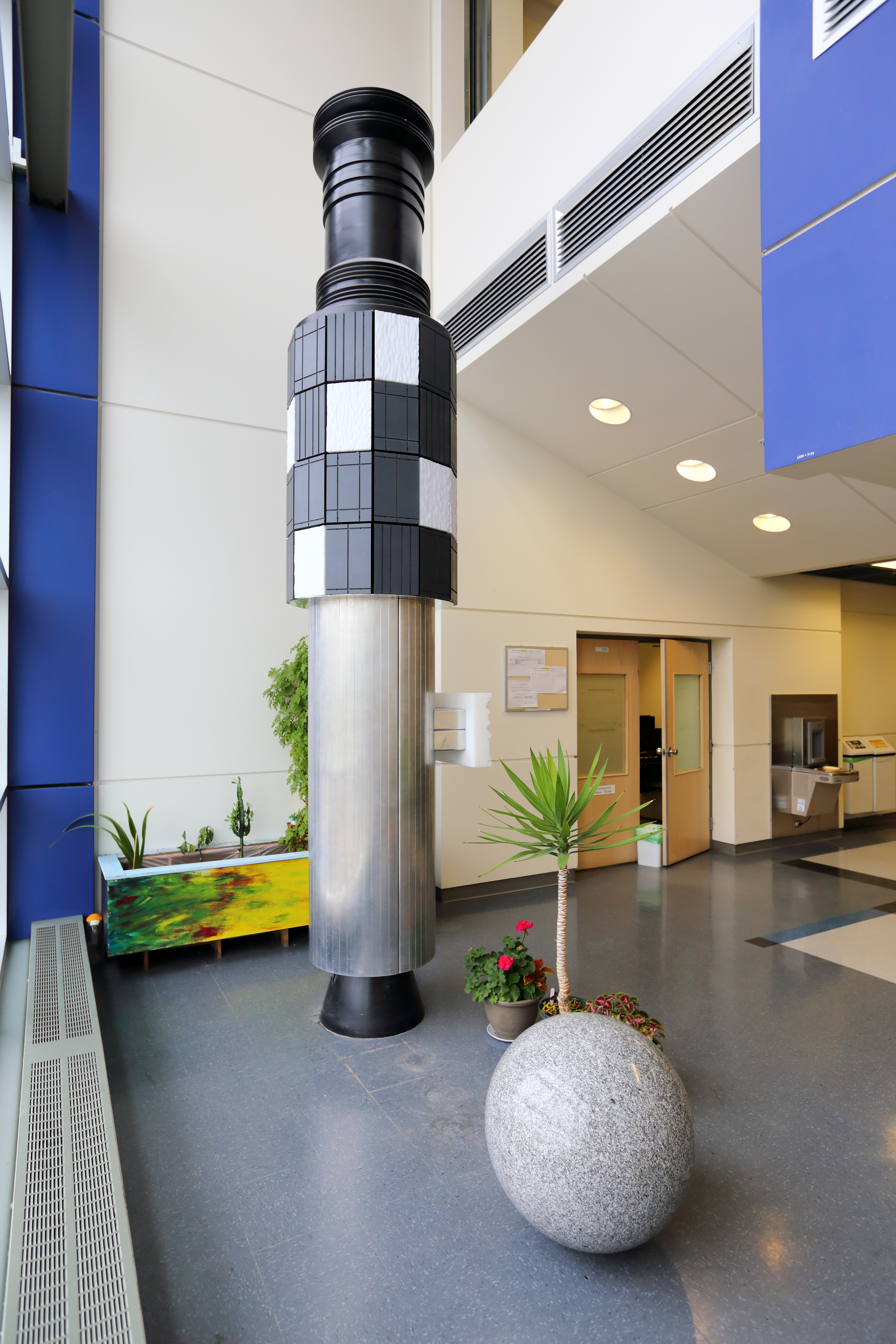
Colonne-vaisseau de Gilles Mihalcean